# Jean-Pierre Boyer (scacchista)
Jean-Pierre Boyer (Boulogne-sur-Mer, 20 ottobre 1935 – Bobigny, 12 novembre 1986) è stato un compositore di scacchi francese.
Ha composto problemi di vari generi, ma principalmente di matto in due mosse.
Assieme a Pierre Monréal, nel 1968 ideò gli scacchi Circe, una variante degli scacchi eterodossi.
Nel 1990 la FIDE gli ha assegnato, per meriti acquisiti precedentemente, il titolo di Maestro Internazionale della composizione.
Nel 1981 ha scritto il manuale didattico Initiation aux échecs.
Due suoi problemi:
|   | a | b | c | d | e | f | g | h |   |
| 8 | f8 torre del bianco · h8 cavallo del nero · e7 pedone del nero · g7 pedone del nero · h7 pedone del nero · a6 torre del nero · e6 pedone del nero · g6 re del nero · h6 cavallo del bianco · c4 pedone del bianco · g4 pedone del nero · h4 donna del bianco · d3 cavallo del bianco · f3 re del bianco · h3 pedone del bianco · a2 alfiere del nero · e1 torre del bianco | f8 torre del bianco · h8 cavallo del nero · e7 pedone del nero · g7 pedone del nero · h7 pedone del nero · a6 torre del nero · e6 pedone del nero · g6 re del nero · h6 cavallo del bianco · c4 pedone del bianco · g4 pedone del nero · h4 donna del bianco · d3 cavallo del bianco · f3 re del bianco · h3 pedone del bianco · a2 alfiere del nero · e1 torre del bianco | f8 torre del bianco · h8 cavallo del nero · e7 pedone del nero · g7 pedone del nero · h7 pedone del nero · a6 torre del nero · e6 pedone del nero · g6 re del nero · h6 cavallo del bianco · c4 pedone del bianco · g4 pedone del nero · h4 donna del bianco · d3 cavallo del bianco · f3 re del bianco · h3 pedone del bianco · a2 alfiere del nero · e1 torre del bianco | f8 torre del bianco · h8 cavallo del nero · e7 pedone del nero · g7 pedone del nero · h7 pedone del nero · a6 torre del nero · e6 pedone del nero · g6 re del nero · h6 cavallo del bianco · c4 pedone del bianco · g4 pedone del nero · h4 donna del bianco · d3 cavallo del bianco · f3 re del bianco · h3 pedone del bianco · a2 alfiere del nero · e1 torre del bianco | f8 torre del bianco · h8 cavallo del nero · e7 pedone del nero · g7 pedone del nero · h7 pedone del nero · a6 torre del nero · e6 pedone del nero · g6 re del nero · h6 cavallo del bianco · c4 pedone del bianco · g4 pedone del nero · h4 donna del bianco · d3 cavallo del bianco · f3 re del bianco · h3 pedone del bianco · a2 alfiere del nero · e1 torre del bianco | f8 torre del bianco · h8 cavallo del nero · e7 pedone del nero · g7 pedone del nero · h7 pedone del nero · a6 torre del nero · e6 pedone del nero · g6 re del nero · h6 cavallo del bianco · c4 pedone del bianco · g4 pedone del nero · h4 donna del bianco · d3 cavallo del bianco · f3 re del bianco · h3 pedone del bianco · a2 alfiere del nero · e1 torre del bianco | f8 torre del bianco · h8 cavallo del nero · e7 pedone del nero · g7 pedone del nero · h7 pedone del nero · a6 torre del nero · e6 pedone del nero · g6 re del nero · h6 cavallo del bianco · c4 pedone del bianco · g4 pedone del nero · h4 donna del bianco · d3 cavallo del bianco · f3 re del bianco · h3 pedone del bianco · a2 alfiere del nero · e1 torre del bianco | f8 torre del bianco · h8 cavallo del nero · e7 pedone del nero · g7 pedone del nero · h7 pedone del nero · a6 torre del nero · e6 pedone del nero · g6 re del nero · h6 cavallo del bianco · c4 pedone del bianco · g4 pedone del nero · h4 donna del bianco · d3 cavallo del bianco · f3 re del bianco · h3 pedone del bianco · a2 alfiere del nero · e1 torre del bianco | 8 |
| 7 | f8 torre del bianco · h8 cavallo del nero · e7 pedone del nero · g7 pedone del nero · h7 pedone del nero · a6 torre del nero · e6 pedone del nero · g6 re del nero · h6 cavallo del bianco · c4 pedone del bianco · g4 pedone del nero · h4 donna del bianco · d3 cavallo del bianco · f3 re del bianco · h3 pedone del bianco · a2 alfiere del nero · e1 torre del bianco | f8 torre del bianco · h8 cavallo del nero · e7 pedone del nero · g7 pedone del nero · h7 pedone del nero · a6 torre del nero · e6 pedone del nero · g6 re del nero · h6 cavallo del bianco · c4 pedone del bianco · g4 pedone del nero · h4 donna del bianco · d3 cavallo del bianco · f3 re del bianco · h3 pedone del bianco · a2 alfiere del nero · e1 torre del bianco | f8 torre del bianco · h8 cavallo del nero · e7 pedone del nero · g7 pedone del nero · h7 pedone del nero · a6 torre del nero · e6 pedone del nero · g6 re del nero · h6 cavallo del bianco · c4 pedone del bianco · g4 pedone del nero · h4 donna del bianco · d3 cavallo del bianco · f3 re del bianco · h3 pedone del bianco · a2 alfiere del nero · e1 torre del bianco | f8 torre del bianco · h8 cavallo del nero · e7 pedone del nero · g7 pedone del nero · h7 pedone del nero · a6 torre del nero · e6 pedone del nero · g6 re del nero · h6 cavallo del bianco · c4 pedone del bianco · g4 pedone del nero · h4 donna del bianco · d3 cavallo del bianco · f3 re del bianco · h3 pedone del bianco · a2 alfiere del nero · e1 torre del bianco | f8 torre del bianco · h8 cavallo del nero · e7 pedone del nero · g7 pedone del nero · h7 pedone del nero · a6 torre del nero · e6 pedone del nero · g6 re del nero · h6 cavallo del bianco · c4 pedone del bianco · g4 pedone del nero · h4 donna del bianco · d3 cavallo del bianco · f3 re del bianco · h3 pedone del bianco · a2 alfiere del nero · e1 torre del bianco | f8 torre del bianco · h8 cavallo del nero · e7 pedone del nero · g7 pedone del nero · h7 pedone del nero · a6 torre del nero · e6 pedone del nero · g6 re del nero · h6 cavallo del bianco · c4 pedone del bianco · g4 pedone del nero · h4 donna del bianco · d3 cavallo del bianco · f3 re del bianco · h3 pedone del bianco · a2 alfiere del nero · e1 torre del bianco | f8 torre del bianco · h8 cavallo del nero · e7 pedone del nero · g7 pedone del nero · h7 pedone del nero · a6 torre del nero · e6 pedone del nero · g6 re del nero · h6 cavallo del bianco · c4 pedone del bianco · g4 pedone del nero · h4 donna del bianco · d3 cavallo del bianco · f3 re del bianco · h3 pedone del bianco · a2 alfiere del nero · e1 torre del bianco | f8 torre del bianco · h8 cavallo del nero · e7 pedone del nero · g7 pedone del nero · h7 pedone del nero · a6 torre del nero · e6 pedone del nero · g6 re del nero · h6 cavallo del bianco · c4 pedone del bianco · g4 pedone del nero · h4 donna del bianco · d3 cavallo del bianco · f3 re del bianco · h3 pedone del bianco · a2 alfiere del nero · e1 torre del bianco | 7 |
| 6 | f8 torre del bianco · h8 cavallo del nero · e7 pedone del nero · g7 pedone del nero · h7 pedone del nero · a6 torre del nero · e6 pedone del nero · g6 re del nero · h6 cavallo del bianco · c4 pedone del bianco · g4 pedone del nero · h4 donna del bianco · d3 cavallo del bianco · f3 re del bianco · h3 pedone del bianco · a2 alfiere del nero · e1 torre del bianco | f8 torre del bianco · h8 cavallo del nero · e7 pedone del nero · g7 pedone del nero · h7 pedone del nero · a6 torre del nero · e6 pedone del nero · g6 re del nero · h6 cavallo del bianco · c4 pedone del bianco · g4 pedone del nero · h4 donna del bianco · d3 cavallo del bianco · f3 re del bianco · h3 pedone del bianco · a2 alfiere del nero · e1 torre del bianco | f8 torre del bianco · h8 cavallo del nero · e7 pedone del nero · g7 pedone del nero · h7 pedone del nero · a6 torre del nero · e6 pedone del nero · g6 re del nero · h6 cavallo del bianco · c4 pedone del bianco · g4 pedone del nero · h4 donna del bianco · d3 cavallo del bianco · f3 re del bianco · h3 pedone del bianco · a2 alfiere del nero · e1 torre del bianco | f8 torre del bianco · h8 cavallo del nero · e7 pedone del nero · g7 pedone del nero · h7 pedone del nero · a6 torre del nero · e6 pedone del nero · g6 re del nero · h6 cavallo del bianco · c4 pedone del bianco · g4 pedone del nero · h4 donna del bianco · d3 cavallo del bianco · f3 re del bianco · h3 pedone del bianco · a2 alfiere del nero · e1 torre del bianco | f8 torre del bianco · h8 cavallo del nero · e7 pedone del nero · g7 pedone del nero · h7 pedone del nero · a6 torre del nero · e6 pedone del nero · g6 re del nero · h6 cavallo del bianco · c4 pedone del bianco · g4 pedone del nero · h4 donna del bianco · d3 cavallo del bianco · f3 re del bianco · h3 pedone del bianco · a2 alfiere del nero · e1 torre del bianco | f8 torre del bianco · h8 cavallo del nero · e7 pedone del nero · g7 pedone del nero · h7 pedone del nero · a6 torre del nero · e6 pedone del nero · g6 re del nero · h6 cavallo del bianco · c4 pedone del bianco · g4 pedone del nero · h4 donna del bianco · d3 cavallo del bianco · f3 re del bianco · h3 pedone del bianco · a2 alfiere del nero · e1 torre del bianco | f8 torre del bianco · h8 cavallo del nero · e7 pedone del nero · g7 pedone del nero · h7 pedone del nero · a6 torre del nero · e6 pedone del nero · g6 re del nero · h6 cavallo del bianco · c4 pedone del bianco · g4 pedone del nero · h4 donna del bianco · d3 cavallo del bianco · f3 re del bianco · h3 pedone del bianco · a2 alfiere del nero · e1 torre del bianco | f8 torre del bianco · h8 cavallo del nero · e7 pedone del nero · g7 pedone del nero · h7 pedone del nero · a6 torre del nero · e6 pedone del nero · g6 re del nero · h6 cavallo del bianco · c4 pedone del bianco · g4 pedone del nero · h4 donna del bianco · d3 cavallo del bianco · f3 re del bianco · h3 pedone del bianco · a2 alfiere del nero · e1 torre del bianco | 6 |
| 5 | f8 torre del bianco · h8 cavallo del nero · e7 pedone del nero · g7 pedone del nero · h7 pedone del nero · a6 torre del nero · e6 pedone del nero · g6 re del nero · h6 cavallo del bianco · c4 pedone del bianco · g4 pedone del nero · h4 donna del bianco · d3 cavallo del bianco · f3 re del bianco · h3 pedone del bianco · a2 alfiere del nero · e1 torre del bianco | f8 torre del bianco · h8 cavallo del nero · e7 pedone del nero · g7 pedone del nero · h7 pedone del nero · a6 torre del nero · e6 pedone del nero · g6 re del nero · h6 cavallo del bianco · c4 pedone del bianco · g4 pedone del nero · h4 donna del bianco · d3 cavallo del bianco · f3 re del bianco · h3 pedone del bianco · a2 alfiere del nero · e1 torre del bianco | f8 torre del bianco · h8 cavallo del nero · e7 pedone del nero · g7 pedone del nero · h7 pedone del nero · a6 torre del nero · e6 pedone del nero · g6 re del nero · h6 cavallo del bianco · c4 pedone del bianco · g4 pedone del nero · h4 donna del bianco · d3 cavallo del bianco · f3 re del bianco · h3 pedone del bianco · a2 alfiere del nero · e1 torre del bianco | f8 torre del bianco · h8 cavallo del nero · e7 pedone del nero · g7 pedone del nero · h7 pedone del nero · a6 torre del nero · e6 pedone del nero · g6 re del nero · h6 cavallo del bianco · c4 pedone del bianco · g4 pedone del nero · h4 donna del bianco · d3 cavallo del bianco · f3 re del bianco · h3 pedone del bianco · a2 alfiere del nero · e1 torre del bianco | f8 torre del bianco · h8 cavallo del nero · e7 pedone del nero · g7 pedone del nero · h7 pedone del nero · a6 torre del nero · e6 pedone del nero · g6 re del nero · h6 cavallo del bianco · c4 pedone del bianco · g4 pedone del nero · h4 donna del bianco · d3 cavallo del bianco · f3 re del bianco · h3 pedone del bianco · a2 alfiere del nero · e1 torre del bianco | f8 torre del bianco · h8 cavallo del nero · e7 pedone del nero · g7 pedone del nero · h7 pedone del nero · a6 torre del nero · e6 pedone del nero · g6 re del nero · h6 cavallo del bianco · c4 pedone del bianco · g4 pedone del nero · h4 donna del bianco · d3 cavallo del bianco · f3 re del bianco · h3 pedone del bianco · a2 alfiere del nero · e1 torre del bianco | f8 torre del bianco · h8 cavallo del nero · e7 pedone del nero · g7 pedone del nero · h7 pedone del nero · a6 torre del nero · e6 pedone del nero · g6 re del nero · h6 cavallo del bianco · c4 pedone del bianco · g4 pedone del nero · h4 donna del bianco · d3 cavallo del bianco · f3 re del bianco · h3 pedone del bianco · a2 alfiere del nero · e1 torre del bianco | f8 torre del bianco · h8 cavallo del nero · e7 pedone del nero · g7 pedone del nero · h7 pedone del nero · a6 torre del nero · e6 pedone del nero · g6 re del nero · h6 cavallo del bianco · c4 pedone del bianco · g4 pedone del nero · h4 donna del bianco · d3 cavallo del bianco · f3 re del bianco · h3 pedone del bianco · a2 alfiere del nero · e1 torre del bianco | 5 |
| 4 | f8 torre del bianco · h8 cavallo del nero · e7 pedone del nero · g7 pedone del nero · h7 pedone del nero · a6 torre del nero · e6 pedone del nero · g6 re del nero · h6 cavallo del bianco · c4 pedone del bianco · g4 pedone del nero · h4 donna del bianco · d3 cavallo del bianco · f3 re del bianco · h3 pedone del bianco · a2 alfiere del nero · e1 torre del bianco | f8 torre del bianco · h8 cavallo del nero · e7 pedone del nero · g7 pedone del nero · h7 pedone del nero · a6 torre del nero · e6 pedone del nero · g6 re del nero · h6 cavallo del bianco · c4 pedone del bianco · g4 pedone del nero · h4 donna del bianco · d3 cavallo del bianco · f3 re del bianco · h3 pedone del bianco · a2 alfiere del nero · e1 torre del bianco | f8 torre del bianco · h8 cavallo del nero · e7 pedone del nero · g7 pedone del nero · h7 pedone del nero · a6 torre del nero · e6 pedone del nero · g6 re del nero · h6 cavallo del bianco · c4 pedone del bianco · g4 pedone del nero · h4 donna del bianco · d3 cavallo del bianco · f3 re del bianco · h3 pedone del bianco · a2 alfiere del nero · e1 torre del bianco | f8 torre del bianco · h8 cavallo del nero · e7 pedone del nero · g7 pedone del nero · h7 pedone del nero · a6 torre del nero · e6 pedone del nero · g6 re del nero · h6 cavallo del bianco · c4 pedone del bianco · g4 pedone del nero · h4 donna del bianco · d3 cavallo del bianco · f3 re del bianco · h3 pedone del bianco · a2 alfiere del nero · e1 torre del bianco | f8 torre del bianco · h8 cavallo del nero · e7 pedone del nero · g7 pedone del nero · h7 pedone del nero · a6 torre del nero · e6 pedone del nero · g6 re del nero · h6 cavallo del bianco · c4 pedone del bianco · g4 pedone del nero · h4 donna del bianco · d3 cavallo del bianco · f3 re del bianco · h3 pedone del bianco · a2 alfiere del nero · e1 torre del bianco | f8 torre del bianco · h8 cavallo del nero · e7 pedone del nero · g7 pedone del nero · h7 pedone del nero · a6 torre del nero · e6 pedone del nero · g6 re del nero · h6 cavallo del bianco · c4 pedone del bianco · g4 pedone del nero · h4 donna del bianco · d3 cavallo del bianco · f3 re del bianco · h3 pedone del bianco · a2 alfiere del nero · e1 torre del bianco | f8 torre del bianco · h8 cavallo del nero · e7 pedone del nero · g7 pedone del nero · h7 pedone del nero · a6 torre del nero · e6 pedone del nero · g6 re del nero · h6 cavallo del bianco · c4 pedone del bianco · g4 pedone del nero · h4 donna del bianco · d3 cavallo del bianco · f3 re del bianco · h3 pedone del bianco · a2 alfiere del nero · e1 torre del bianco | f8 torre del bianco · h8 cavallo del nero · e7 pedone del nero · g7 pedone del nero · h7 pedone del nero · a6 torre del nero · e6 pedone del nero · g6 re del nero · h6 cavallo del bianco · c4 pedone del bianco · g4 pedone del nero · h4 donna del bianco · d3 cavallo del bianco · f3 re del bianco · h3 pedone del bianco · a2 alfiere del nero · e1 torre del bianco | 4 |
| 3 | f8 torre del bianco · h8 cavallo del nero · e7 pedone del nero · g7 pedone del nero · h7 pedone del nero · a6 torre del nero · e6 pedone del nero · g6 re del nero · h6 cavallo del bianco · c4 pedone del bianco · g4 pedone del nero · h4 donna del bianco · d3 cavallo del bianco · f3 re del bianco · h3 pedone del bianco · a2 alfiere del nero · e1 torre del bianco | f8 torre del bianco · h8 cavallo del nero · e7 pedone del nero · g7 pedone del nero · h7 pedone del nero · a6 torre del nero · e6 pedone del nero · g6 re del nero · h6 cavallo del bianco · c4 pedone del bianco · g4 pedone del nero · h4 donna del bianco · d3 cavallo del bianco · f3 re del bianco · h3 pedone del bianco · a2 alfiere del nero · e1 torre del bianco | f8 torre del bianco · h8 cavallo del nero · e7 pedone del nero · g7 pedone del nero · h7 pedone del nero · a6 torre del nero · e6 pedone del nero · g6 re del nero · h6 cavallo del bianco · c4 pedone del bianco · g4 pedone del nero · h4 donna del bianco · d3 cavallo del bianco · f3 re del bianco · h3 pedone del bianco · a2 alfiere del nero · e1 torre del bianco | f8 torre del bianco · h8 cavallo del nero · e7 pedone del nero · g7 pedone del nero · h7 pedone del nero · a6 torre del nero · e6 pedone del nero · g6 re del nero · h6 cavallo del bianco · c4 pedone del bianco · g4 pedone del nero · h4 donna del bianco · d3 cavallo del bianco · f3 re del bianco · h3 pedone del bianco · a2 alfiere del nero · e1 torre del bianco | f8 torre del bianco · h8 cavallo del nero · e7 pedone del nero · g7 pedone del nero · h7 pedone del nero · a6 torre del nero · e6 pedone del nero · g6 re del nero · h6 cavallo del bianco · c4 pedone del bianco · g4 pedone del nero · h4 donna del bianco · d3 cavallo del bianco · f3 re del bianco · h3 pedone del bianco · a2 alfiere del nero · e1 torre del bianco | f8 torre del bianco · h8 cavallo del nero · e7 pedone del nero · g7 pedone del nero · h7 pedone del nero · a6 torre del nero · e6 pedone del nero · g6 re del nero · h6 cavallo del bianco · c4 pedone del bianco · g4 pedone del nero · h4 donna del bianco · d3 cavallo del bianco · f3 re del bianco · h3 pedone del bianco · a2 alfiere del nero · e1 torre del bianco | f8 torre del bianco · h8 cavallo del nero · e7 pedone del nero · g7 pedone del nero · h7 pedone del nero · a6 torre del nero · e6 pedone del nero · g6 re del nero · h6 cavallo del bianco · c4 pedone del bianco · g4 pedone del nero · h4 donna del bianco · d3 cavallo del bianco · f3 re del bianco · h3 pedone del bianco · a2 alfiere del nero · e1 torre del bianco | f8 torre del bianco · h8 cavallo del nero · e7 pedone del nero · g7 pedone del nero · h7 pedone del nero · a6 torre del nero · e6 pedone del nero · g6 re del nero · h6 cavallo del bianco · c4 pedone del bianco · g4 pedone del nero · h4 donna del bianco · d3 cavallo del bianco · f3 re del bianco · h3 pedone del bianco · a2 alfiere del nero · e1 torre del bianco | 3 |
| 2 | f8 torre del bianco · h8 cavallo del nero · e7 pedone del nero · g7 pedone del nero · h7 pedone del nero · a6 torre del nero · e6 pedone del nero · g6 re del nero · h6 cavallo del bianco · c4 pedone del bianco · g4 pedone del nero · h4 donna del bianco · d3 cavallo del bianco · f3 re del bianco · h3 pedone del bianco · a2 alfiere del nero · e1 torre del bianco | f8 torre del bianco · h8 cavallo del nero · e7 pedone del nero · g7 pedone del nero · h7 pedone del nero · a6 torre del nero · e6 pedone del nero · g6 re del nero · h6 cavallo del bianco · c4 pedone del bianco · g4 pedone del nero · h4 donna del bianco · d3 cavallo del bianco · f3 re del bianco · h3 pedone del bianco · a2 alfiere del nero · e1 torre del bianco | f8 torre del bianco · h8 cavallo del nero · e7 pedone del nero · g7 pedone del nero · h7 pedone del nero · a6 torre del nero · e6 pedone del nero · g6 re del nero · h6 cavallo del bianco · c4 pedone del bianco · g4 pedone del nero · h4 donna del bianco · d3 cavallo del bianco · f3 re del bianco · h3 pedone del bianco · a2 alfiere del nero · e1 torre del bianco | f8 torre del bianco · h8 cavallo del nero · e7 pedone del nero · g7 pedone del nero · h7 pedone del nero · a6 torre del nero · e6 pedone del nero · g6 re del nero · h6 cavallo del bianco · c4 pedone del bianco · g4 pedone del nero · h4 donna del bianco · d3 cavallo del bianco · f3 re del bianco · h3 pedone del bianco · a2 alfiere del nero · e1 torre del bianco | f8 torre del bianco · h8 cavallo del nero · e7 pedone del nero · g7 pedone del nero · h7 pedone del nero · a6 torre del nero · e6 pedone del nero · g6 re del nero · h6 cavallo del bianco · c4 pedone del bianco · g4 pedone del nero · h4 donna del bianco · d3 cavallo del bianco · f3 re del bianco · h3 pedone del bianco · a2 alfiere del nero · e1 torre del bianco | f8 torre del bianco · h8 cavallo del nero · e7 pedone del nero · g7 pedone del nero · h7 pedone del nero · a6 torre del nero · e6 pedone del nero · g6 re del nero · h6 cavallo del bianco · c4 pedone del bianco · g4 pedone del nero · h4 donna del bianco · d3 cavallo del bianco · f3 re del bianco · h3 pedone del bianco · a2 alfiere del nero · e1 torre del bianco | f8 torre del bianco · h8 cavallo del nero · e7 pedone del nero · g7 pedone del nero · h7 pedone del nero · a6 torre del nero · e6 pedone del nero · g6 re del nero · h6 cavallo del bianco · c4 pedone del bianco · g4 pedone del nero · h4 donna del bianco · d3 cavallo del bianco · f3 re del bianco · h3 pedone del bianco · a2 alfiere del nero · e1 torre del bianco | f8 torre del bianco · h8 cavallo del nero · e7 pedone del nero · g7 pedone del nero · h7 pedone del nero · a6 torre del nero · e6 pedone del nero · g6 re del nero · h6 cavallo del bianco · c4 pedone del bianco · g4 pedone del nero · h4 donna del bianco · d3 cavallo del bianco · f3 re del bianco · h3 pedone del bianco · a2 alfiere del nero · e1 torre del bianco | 2 |
| 1 | f8 torre del bianco · h8 cavallo del nero · e7 pedone del nero · g7 pedone del nero · h7 pedone del nero · a6 torre del nero · e6 pedone del nero · g6 re del nero · h6 cavallo del bianco · c4 pedone del bianco · g4 pedone del nero · h4 donna del bianco · d3 cavallo del bianco · f3 re del bianco · h3 pedone del bianco · a2 alfiere del nero · e1 torre del bianco | f8 torre del bianco · h8 cavallo del nero · e7 pedone del nero · g7 pedone del nero · h7 pedone del nero · a6 torre del nero · e6 pedone del nero · g6 re del nero · h6 cavallo del bianco · c4 pedone del bianco · g4 pedone del nero · h4 donna del bianco · d3 cavallo del bianco · f3 re del bianco · h3 pedone del bianco · a2 alfiere del nero · e1 torre del bianco | f8 torre del bianco · h8 cavallo del nero · e7 pedone del nero · g7 pedone del nero · h7 pedone del nero · a6 torre del nero · e6 pedone del nero · g6 re del nero · h6 cavallo del bianco · c4 pedone del bianco · g4 pedone del nero · h4 donna del bianco · d3 cavallo del bianco · f3 re del bianco · h3 pedone del bianco · a2 alfiere del nero · e1 torre del bianco | f8 torre del bianco · h8 cavallo del nero · e7 pedone del nero · g7 pedone del nero · h7 pedone del nero · a6 torre del nero · e6 pedone del nero · g6 re del nero · h6 cavallo del bianco · c4 pedone del bianco · g4 pedone del nero · h4 donna del bianco · d3 cavallo del bianco · f3 re del bianco · h3 pedone del bianco · a2 alfiere del nero · e1 torre del bianco | f8 torre del bianco · h8 cavallo del nero · e7 pedone del nero · g7 pedone del nero · h7 pedone del nero · a6 torre del nero · e6 pedone del nero · g6 re del nero · h6 cavallo del bianco · c4 pedone del bianco · g4 pedone del nero · h4 donna del bianco · d3 cavallo del bianco · f3 re del bianco · h3 pedone del bianco · a2 alfiere del nero · e1 torre del bianco | f8 torre del bianco · h8 cavallo del nero · e7 pedone del nero · g7 pedone del nero · h7 pedone del nero · a6 torre del nero · e6 pedone del nero · g6 re del nero · h6 cavallo del bianco · c4 pedone del bianco · g4 pedone del nero · h4 donna del bianco · d3 cavallo del bianco · f3 re del bianco · h3 pedone del bianco · a2 alfiere del nero · e1 torre del bianco | f8 torre del bianco · h8 cavallo del nero · e7 pedone del nero · g7 pedone del nero · h7 pedone del nero · a6 torre del nero · e6 pedone del nero · g6 re del nero · h6 cavallo del bianco · c4 pedone del bianco · g4 pedone del nero · h4 donna del bianco · d3 cavallo del bianco · f3 re del bianco · h3 pedone del bianco · a2 alfiere del nero · e1 torre del bianco | f8 torre del bianco · h8 cavallo del nero · e7 pedone del nero · g7 pedone del nero · h7 pedone del nero · a6 torre del nero · e6 pedone del nero · g6 re del nero · h6 cavallo del bianco · c4 pedone del bianco · g4 pedone del nero · h4 donna del bianco · d3 cavallo del bianco · f3 re del bianco · h3 pedone del bianco · a2 alfiere del nero · e1 torre del bianco | 1 |
|   | a | b | c | d | e | f | g | h |   |

Soluzione:
Tentativi: 1. Re2? ... Ac4!

1. Re4? ... Ad1! - 1. Re3? ... Ta3!
1. Rg3!  (min. 2. Ce5#/Cf4#)

1... Ta3  2. Txe6#

1... gxh6  2. Dxg4#

1... e5  2. Cxe5#

|   | a | b | c | d | e | f | g | h |   |
| 8 | c8 alfiere del nero · h8 re del bianco · a7 donna del bianco · d7 cavallo del nero · c6 pedone del nero · e6 pedone del nero · g6 pedone del nero · e5 pedone del nero · a4 cavallo del nero · c4 pedone del bianco · d4 pedone del nero · e4 re del nero · g4 pedone del nero · d3 torre del bianco · e2 alfiere del bianco · f2 torre del bianco | c8 alfiere del nero · h8 re del bianco · a7 donna del bianco · d7 cavallo del nero · c6 pedone del nero · e6 pedone del nero · g6 pedone del nero · e5 pedone del nero · a4 cavallo del nero · c4 pedone del bianco · d4 pedone del nero · e4 re del nero · g4 pedone del nero · d3 torre del bianco · e2 alfiere del bianco · f2 torre del bianco | c8 alfiere del nero · h8 re del bianco · a7 donna del bianco · d7 cavallo del nero · c6 pedone del nero · e6 pedone del nero · g6 pedone del nero · e5 pedone del nero · a4 cavallo del nero · c4 pedone del bianco · d4 pedone del nero · e4 re del nero · g4 pedone del nero · d3 torre del bianco · e2 alfiere del bianco · f2 torre del bianco | c8 alfiere del nero · h8 re del bianco · a7 donna del bianco · d7 cavallo del nero · c6 pedone del nero · e6 pedone del nero · g6 pedone del nero · e5 pedone del nero · a4 cavallo del nero · c4 pedone del bianco · d4 pedone del nero · e4 re del nero · g4 pedone del nero · d3 torre del bianco · e2 alfiere del bianco · f2 torre del bianco | c8 alfiere del nero · h8 re del bianco · a7 donna del bianco · d7 cavallo del nero · c6 pedone del nero · e6 pedone del nero · g6 pedone del nero · e5 pedone del nero · a4 cavallo del nero · c4 pedone del bianco · d4 pedone del nero · e4 re del nero · g4 pedone del nero · d3 torre del bianco · e2 alfiere del bianco · f2 torre del bianco | c8 alfiere del nero · h8 re del bianco · a7 donna del bianco · d7 cavallo del nero · c6 pedone del nero · e6 pedone del nero · g6 pedone del nero · e5 pedone del nero · a4 cavallo del nero · c4 pedone del bianco · d4 pedone del nero · e4 re del nero · g4 pedone del nero · d3 torre del bianco · e2 alfiere del bianco · f2 torre del bianco | c8 alfiere del nero · h8 re del bianco · a7 donna del bianco · d7 cavallo del nero · c6 pedone del nero · e6 pedone del nero · g6 pedone del nero · e5 pedone del nero · a4 cavallo del nero · c4 pedone del bianco · d4 pedone del nero · e4 re del nero · g4 pedone del nero · d3 torre del bianco · e2 alfiere del bianco · f2 torre del bianco | c8 alfiere del nero · h8 re del bianco · a7 donna del bianco · d7 cavallo del nero · c6 pedone del nero · e6 pedone del nero · g6 pedone del nero · e5 pedone del nero · a4 cavallo del nero · c4 pedone del bianco · d4 pedone del nero · e4 re del nero · g4 pedone del nero · d3 torre del bianco · e2 alfiere del bianco · f2 torre del bianco | 8 |
| 7 | c8 alfiere del nero · h8 re del bianco · a7 donna del bianco · d7 cavallo del nero · c6 pedone del nero · e6 pedone del nero · g6 pedone del nero · e5 pedone del nero · a4 cavallo del nero · c4 pedone del bianco · d4 pedone del nero · e4 re del nero · g4 pedone del nero · d3 torre del bianco · e2 alfiere del bianco · f2 torre del bianco | c8 alfiere del nero · h8 re del bianco · a7 donna del bianco · d7 cavallo del nero · c6 pedone del nero · e6 pedone del nero · g6 pedone del nero · e5 pedone del nero · a4 cavallo del nero · c4 pedone del bianco · d4 pedone del nero · e4 re del nero · g4 pedone del nero · d3 torre del bianco · e2 alfiere del bianco · f2 torre del bianco | c8 alfiere del nero · h8 re del bianco · a7 donna del bianco · d7 cavallo del nero · c6 pedone del nero · e6 pedone del nero · g6 pedone del nero · e5 pedone del nero · a4 cavallo del nero · c4 pedone del bianco · d4 pedone del nero · e4 re del nero · g4 pedone del nero · d3 torre del bianco · e2 alfiere del bianco · f2 torre del bianco | c8 alfiere del nero · h8 re del bianco · a7 donna del bianco · d7 cavallo del nero · c6 pedone del nero · e6 pedone del nero · g6 pedone del nero · e5 pedone del nero · a4 cavallo del nero · c4 pedone del bianco · d4 pedone del nero · e4 re del nero · g4 pedone del nero · d3 torre del bianco · e2 alfiere del bianco · f2 torre del bianco | c8 alfiere del nero · h8 re del bianco · a7 donna del bianco · d7 cavallo del nero · c6 pedone del nero · e6 pedone del nero · g6 pedone del nero · e5 pedone del nero · a4 cavallo del nero · c4 pedone del bianco · d4 pedone del nero · e4 re del nero · g4 pedone del nero · d3 torre del bianco · e2 alfiere del bianco · f2 torre del bianco | c8 alfiere del nero · h8 re del bianco · a7 donna del bianco · d7 cavallo del nero · c6 pedone del nero · e6 pedone del nero · g6 pedone del nero · e5 pedone del nero · a4 cavallo del nero · c4 pedone del bianco · d4 pedone del nero · e4 re del nero · g4 pedone del nero · d3 torre del bianco · e2 alfiere del bianco · f2 torre del bianco | c8 alfiere del nero · h8 re del bianco · a7 donna del bianco · d7 cavallo del nero · c6 pedone del nero · e6 pedone del nero · g6 pedone del nero · e5 pedone del nero · a4 cavallo del nero · c4 pedone del bianco · d4 pedone del nero · e4 re del nero · g4 pedone del nero · d3 torre del bianco · e2 alfiere del bianco · f2 torre del bianco | c8 alfiere del nero · h8 re del bianco · a7 donna del bianco · d7 cavallo del nero · c6 pedone del nero · e6 pedone del nero · g6 pedone del nero · e5 pedone del nero · a4 cavallo del nero · c4 pedone del bianco · d4 pedone del nero · e4 re del nero · g4 pedone del nero · d3 torre del bianco · e2 alfiere del bianco · f2 torre del bianco | 7 |
| 6 | c8 alfiere del nero · h8 re del bianco · a7 donna del bianco · d7 cavallo del nero · c6 pedone del nero · e6 pedone del nero · g6 pedone del nero · e5 pedone del nero · a4 cavallo del nero · c4 pedone del bianco · d4 pedone del nero · e4 re del nero · g4 pedone del nero · d3 torre del bianco · e2 alfiere del bianco · f2 torre del bianco | c8 alfiere del nero · h8 re del bianco · a7 donna del bianco · d7 cavallo del nero · c6 pedone del nero · e6 pedone del nero · g6 pedone del nero · e5 pedone del nero · a4 cavallo del nero · c4 pedone del bianco · d4 pedone del nero · e4 re del nero · g4 pedone del nero · d3 torre del bianco · e2 alfiere del bianco · f2 torre del bianco | c8 alfiere del nero · h8 re del bianco · a7 donna del bianco · d7 cavallo del nero · c6 pedone del nero · e6 pedone del nero · g6 pedone del nero · e5 pedone del nero · a4 cavallo del nero · c4 pedone del bianco · d4 pedone del nero · e4 re del nero · g4 pedone del nero · d3 torre del bianco · e2 alfiere del bianco · f2 torre del bianco | c8 alfiere del nero · h8 re del bianco · a7 donna del bianco · d7 cavallo del nero · c6 pedone del nero · e6 pedone del nero · g6 pedone del nero · e5 pedone del nero · a4 cavallo del nero · c4 pedone del bianco · d4 pedone del nero · e4 re del nero · g4 pedone del nero · d3 torre del bianco · e2 alfiere del bianco · f2 torre del bianco | c8 alfiere del nero · h8 re del bianco · a7 donna del bianco · d7 cavallo del nero · c6 pedone del nero · e6 pedone del nero · g6 pedone del nero · e5 pedone del nero · a4 cavallo del nero · c4 pedone del bianco · d4 pedone del nero · e4 re del nero · g4 pedone del nero · d3 torre del bianco · e2 alfiere del bianco · f2 torre del bianco | c8 alfiere del nero · h8 re del bianco · a7 donna del bianco · d7 cavallo del nero · c6 pedone del nero · e6 pedone del nero · g6 pedone del nero · e5 pedone del nero · a4 cavallo del nero · c4 pedone del bianco · d4 pedone del nero · e4 re del nero · g4 pedone del nero · d3 torre del bianco · e2 alfiere del bianco · f2 torre del bianco | c8 alfiere del nero · h8 re del bianco · a7 donna del bianco · d7 cavallo del nero · c6 pedone del nero · e6 pedone del nero · g6 pedone del nero · e5 pedone del nero · a4 cavallo del nero · c4 pedone del bianco · d4 pedone del nero · e4 re del nero · g4 pedone del nero · d3 torre del bianco · e2 alfiere del bianco · f2 torre del bianco | c8 alfiere del nero · h8 re del bianco · a7 donna del bianco · d7 cavallo del nero · c6 pedone del nero · e6 pedone del nero · g6 pedone del nero · e5 pedone del nero · a4 cavallo del nero · c4 pedone del bianco · d4 pedone del nero · e4 re del nero · g4 pedone del nero · d3 torre del bianco · e2 alfiere del bianco · f2 torre del bianco | 6 |
| 5 | c8 alfiere del nero · h8 re del bianco · a7 donna del bianco · d7 cavallo del nero · c6 pedone del nero · e6 pedone del nero · g6 pedone del nero · e5 pedone del nero · a4 cavallo del nero · c4 pedone del bianco · d4 pedone del nero · e4 re del nero · g4 pedone del nero · d3 torre del bianco · e2 alfiere del bianco · f2 torre del bianco | c8 alfiere del nero · h8 re del bianco · a7 donna del bianco · d7 cavallo del nero · c6 pedone del nero · e6 pedone del nero · g6 pedone del nero · e5 pedone del nero · a4 cavallo del nero · c4 pedone del bianco · d4 pedone del nero · e4 re del nero · g4 pedone del nero · d3 torre del bianco · e2 alfiere del bianco · f2 torre del bianco | c8 alfiere del nero · h8 re del bianco · a7 donna del bianco · d7 cavallo del nero · c6 pedone del nero · e6 pedone del nero · g6 pedone del nero · e5 pedone del nero · a4 cavallo del nero · c4 pedone del bianco · d4 pedone del nero · e4 re del nero · g4 pedone del nero · d3 torre del bianco · e2 alfiere del bianco · f2 torre del bianco | c8 alfiere del nero · h8 re del bianco · a7 donna del bianco · d7 cavallo del nero · c6 pedone del nero · e6 pedone del nero · g6 pedone del nero · e5 pedone del nero · a4 cavallo del nero · c4 pedone del bianco · d4 pedone del nero · e4 re del nero · g4 pedone del nero · d3 torre del bianco · e2 alfiere del bianco · f2 torre del bianco | c8 alfiere del nero · h8 re del bianco · a7 donna del bianco · d7 cavallo del nero · c6 pedone del nero · e6 pedone del nero · g6 pedone del nero · e5 pedone del nero · a4 cavallo del nero · c4 pedone del bianco · d4 pedone del nero · e4 re del nero · g4 pedone del nero · d3 torre del bianco · e2 alfiere del bianco · f2 torre del bianco | c8 alfiere del nero · h8 re del bianco · a7 donna del bianco · d7 cavallo del nero · c6 pedone del nero · e6 pedone del nero · g6 pedone del nero · e5 pedone del nero · a4 cavallo del nero · c4 pedone del bianco · d4 pedone del nero · e4 re del nero · g4 pedone del nero · d3 torre del bianco · e2 alfiere del bianco · f2 torre del bianco | c8 alfiere del nero · h8 re del bianco · a7 donna del bianco · d7 cavallo del nero · c6 pedone del nero · e6 pedone del nero · g6 pedone del nero · e5 pedone del nero · a4 cavallo del nero · c4 pedone del bianco · d4 pedone del nero · e4 re del nero · g4 pedone del nero · d3 torre del bianco · e2 alfiere del bianco · f2 torre del bianco | c8 alfiere del nero · h8 re del bianco · a7 donna del bianco · d7 cavallo del nero · c6 pedone del nero · e6 pedone del nero · g6 pedone del nero · e5 pedone del nero · a4 cavallo del nero · c4 pedone del bianco · d4 pedone del nero · e4 re del nero · g4 pedone del nero · d3 torre del bianco · e2 alfiere del bianco · f2 torre del bianco | 5 |
| 4 | c8 alfiere del nero · h8 re del bianco · a7 donna del bianco · d7 cavallo del nero · c6 pedone del nero · e6 pedone del nero · g6 pedone del nero · e5 pedone del nero · a4 cavallo del nero · c4 pedone del bianco · d4 pedone del nero · e4 re del nero · g4 pedone del nero · d3 torre del bianco · e2 alfiere del bianco · f2 torre del bianco | c8 alfiere del nero · h8 re del bianco · a7 donna del bianco · d7 cavallo del nero · c6 pedone del nero · e6 pedone del nero · g6 pedone del nero · e5 pedone del nero · a4 cavallo del nero · c4 pedone del bianco · d4 pedone del nero · e4 re del nero · g4 pedone del nero · d3 torre del bianco · e2 alfiere del bianco · f2 torre del bianco | c8 alfiere del nero · h8 re del bianco · a7 donna del bianco · d7 cavallo del nero · c6 pedone del nero · e6 pedone del nero · g6 pedone del nero · e5 pedone del nero · a4 cavallo del nero · c4 pedone del bianco · d4 pedone del nero · e4 re del nero · g4 pedone del nero · d3 torre del bianco · e2 alfiere del bianco · f2 torre del bianco | c8 alfiere del nero · h8 re del bianco · a7 donna del bianco · d7 cavallo del nero · c6 pedone del nero · e6 pedone del nero · g6 pedone del nero · e5 pedone del nero · a4 cavallo del nero · c4 pedone del bianco · d4 pedone del nero · e4 re del nero · g4 pedone del nero · d3 torre del bianco · e2 alfiere del bianco · f2 torre del bianco | c8 alfiere del nero · h8 re del bianco · a7 donna del bianco · d7 cavallo del nero · c6 pedone del nero · e6 pedone del nero · g6 pedone del nero · e5 pedone del nero · a4 cavallo del nero · c4 pedone del bianco · d4 pedone del nero · e4 re del nero · g4 pedone del nero · d3 torre del bianco · e2 alfiere del bianco · f2 torre del bianco | c8 alfiere del nero · h8 re del bianco · a7 donna del bianco · d7 cavallo del nero · c6 pedone del nero · e6 pedone del nero · g6 pedone del nero · e5 pedone del nero · a4 cavallo del nero · c4 pedone del bianco · d4 pedone del nero · e4 re del nero · g4 pedone del nero · d3 torre del bianco · e2 alfiere del bianco · f2 torre del bianco | c8 alfiere del nero · h8 re del bianco · a7 donna del bianco · d7 cavallo del nero · c6 pedone del nero · e6 pedone del nero · g6 pedone del nero · e5 pedone del nero · a4 cavallo del nero · c4 pedone del bianco · d4 pedone del nero · e4 re del nero · g4 pedone del nero · d3 torre del bianco · e2 alfiere del bianco · f2 torre del bianco | c8 alfiere del nero · h8 re del bianco · a7 donna del bianco · d7 cavallo del nero · c6 pedone del nero · e6 pedone del nero · g6 pedone del nero · e5 pedone del nero · a4 cavallo del nero · c4 pedone del bianco · d4 pedone del nero · e4 re del nero · g4 pedone del nero · d3 torre del bianco · e2 alfiere del bianco · f2 torre del bianco | 4 |
| 3 | c8 alfiere del nero · h8 re del bianco · a7 donna del bianco · d7 cavallo del nero · c6 pedone del nero · e6 pedone del nero · g6 pedone del nero · e5 pedone del nero · a4 cavallo del nero · c4 pedone del bianco · d4 pedone del nero · e4 re del nero · g4 pedone del nero · d3 torre del bianco · e2 alfiere del bianco · f2 torre del bianco | c8 alfiere del nero · h8 re del bianco · a7 donna del bianco · d7 cavallo del nero · c6 pedone del nero · e6 pedone del nero · g6 pedone del nero · e5 pedone del nero · a4 cavallo del nero · c4 pedone del bianco · d4 pedone del nero · e4 re del nero · g4 pedone del nero · d3 torre del bianco · e2 alfiere del bianco · f2 torre del bianco | c8 alfiere del nero · h8 re del bianco · a7 donna del bianco · d7 cavallo del nero · c6 pedone del nero · e6 pedone del nero · g6 pedone del nero · e5 pedone del nero · a4 cavallo del nero · c4 pedone del bianco · d4 pedone del nero · e4 re del nero · g4 pedone del nero · d3 torre del bianco · e2 alfiere del bianco · f2 torre del bianco | c8 alfiere del nero · h8 re del bianco · a7 donna del bianco · d7 cavallo del nero · c6 pedone del nero · e6 pedone del nero · g6 pedone del nero · e5 pedone del nero · a4 cavallo del nero · c4 pedone del bianco · d4 pedone del nero · e4 re del nero · g4 pedone del nero · d3 torre del bianco · e2 alfiere del bianco · f2 torre del bianco | c8 alfiere del nero · h8 re del bianco · a7 donna del bianco · d7 cavallo del nero · c6 pedone del nero · e6 pedone del nero · g6 pedone del nero · e5 pedone del nero · a4 cavallo del nero · c4 pedone del bianco · d4 pedone del nero · e4 re del nero · g4 pedone del nero · d3 torre del bianco · e2 alfiere del bianco · f2 torre del bianco | c8 alfiere del nero · h8 re del bianco · a7 donna del bianco · d7 cavallo del nero · c6 pedone del nero · e6 pedone del nero · g6 pedone del nero · e5 pedone del nero · a4 cavallo del nero · c4 pedone del bianco · d4 pedone del nero · e4 re del nero · g4 pedone del nero · d3 torre del bianco · e2 alfiere del bianco · f2 torre del bianco | c8 alfiere del nero · h8 re del bianco · a7 donna del bianco · d7 cavallo del nero · c6 pedone del nero · e6 pedone del nero · g6 pedone del nero · e5 pedone del nero · a4 cavallo del nero · c4 pedone del bianco · d4 pedone del nero · e4 re del nero · g4 pedone del nero · d3 torre del bianco · e2 alfiere del bianco · f2 torre del bianco | c8 alfiere del nero · h8 re del bianco · a7 donna del bianco · d7 cavallo del nero · c6 pedone del nero · e6 pedone del nero · g6 pedone del nero · e5 pedone del nero · a4 cavallo del nero · c4 pedone del bianco · d4 pedone del nero · e4 re del nero · g4 pedone del nero · d3 torre del bianco · e2 alfiere del bianco · f2 torre del bianco | 3 |
| 2 | c8 alfiere del nero · h8 re del bianco · a7 donna del bianco · d7 cavallo del nero · c6 pedone del nero · e6 pedone del nero · g6 pedone del nero · e5 pedone del nero · a4 cavallo del nero · c4 pedone del bianco · d4 pedone del nero · e4 re del nero · g4 pedone del nero · d3 torre del bianco · e2 alfiere del bianco · f2 torre del bianco | c8 alfiere del nero · h8 re del bianco · a7 donna del bianco · d7 cavallo del nero · c6 pedone del nero · e6 pedone del nero · g6 pedone del nero · e5 pedone del nero · a4 cavallo del nero · c4 pedone del bianco · d4 pedone del nero · e4 re del nero · g4 pedone del nero · d3 torre del bianco · e2 alfiere del bianco · f2 torre del bianco | c8 alfiere del nero · h8 re del bianco · a7 donna del bianco · d7 cavallo del nero · c6 pedone del nero · e6 pedone del nero · g6 pedone del nero · e5 pedone del nero · a4 cavallo del nero · c4 pedone del bianco · d4 pedone del nero · e4 re del nero · g4 pedone del nero · d3 torre del bianco · e2 alfiere del bianco · f2 torre del bianco | c8 alfiere del nero · h8 re del bianco · a7 donna del bianco · d7 cavallo del nero · c6 pedone del nero · e6 pedone del nero · g6 pedone del nero · e5 pedone del nero · a4 cavallo del nero · c4 pedone del bianco · d4 pedone del nero · e4 re del nero · g4 pedone del nero · d3 torre del bianco · e2 alfiere del bianco · f2 torre del bianco | c8 alfiere del nero · h8 re del bianco · a7 donna del bianco · d7 cavallo del nero · c6 pedone del nero · e6 pedone del nero · g6 pedone del nero · e5 pedone del nero · a4 cavallo del nero · c4 pedone del bianco · d4 pedone del nero · e4 re del nero · g4 pedone del nero · d3 torre del bianco · e2 alfiere del bianco · f2 torre del bianco | c8 alfiere del nero · h8 re del bianco · a7 donna del bianco · d7 cavallo del nero · c6 pedone del nero · e6 pedone del nero · g6 pedone del nero · e5 pedone del nero · a4 cavallo del nero · c4 pedone del bianco · d4 pedone del nero · e4 re del nero · g4 pedone del nero · d3 torre del bianco · e2 alfiere del bianco · f2 torre del bianco | c8 alfiere del nero · h8 re del bianco · a7 donna del bianco · d7 cavallo del nero · c6 pedone del nero · e6 pedone del nero · g6 pedone del nero · e5 pedone del nero · a4 cavallo del nero · c4 pedone del bianco · d4 pedone del nero · e4 re del nero · g4 pedone del nero · d3 torre del bianco · e2 alfiere del bianco · f2 torre del bianco | c8 alfiere del nero · h8 re del bianco · a7 donna del bianco · d7 cavallo del nero · c6 pedone del nero · e6 pedone del nero · g6 pedone del nero · e5 pedone del nero · a4 cavallo del nero · c4 pedone del bianco · d4 pedone del nero · e4 re del nero · g4 pedone del nero · d3 torre del bianco · e2 alfiere del bianco · f2 torre del bianco | 2 |
| 1 | c8 alfiere del nero · h8 re del bianco · a7 donna del bianco · d7 cavallo del nero · c6 pedone del nero · e6 pedone del nero · g6 pedone del nero · e5 pedone del nero · a4 cavallo del nero · c4 pedone del bianco · d4 pedone del nero · e4 re del nero · g4 pedone del nero · d3 torre del bianco · e2 alfiere del bianco · f2 torre del bianco | c8 alfiere del nero · h8 re del bianco · a7 donna del bianco · d7 cavallo del nero · c6 pedone del nero · e6 pedone del nero · g6 pedone del nero · e5 pedone del nero · a4 cavallo del nero · c4 pedone del bianco · d4 pedone del nero · e4 re del nero · g4 pedone del nero · d3 torre del bianco · e2 alfiere del bianco · f2 torre del bianco | c8 alfiere del nero · h8 re del bianco · a7 donna del bianco · d7 cavallo del nero · c6 pedone del nero · e6 pedone del nero · g6 pedone del nero · e5 pedone del nero · a4 cavallo del nero · c4 pedone del bianco · d4 pedone del nero · e4 re del nero · g4 pedone del nero · d3 torre del bianco · e2 alfiere del bianco · f2 torre del bianco | c8 alfiere del nero · h8 re del bianco · a7 donna del bianco · d7 cavallo del nero · c6 pedone del nero · e6 pedone del nero · g6 pedone del nero · e5 pedone del nero · a4 cavallo del nero · c4 pedone del bianco · d4 pedone del nero · e4 re del nero · g4 pedone del nero · d3 torre del bianco · e2 alfiere del bianco · f2 torre del bianco | c8 alfiere del nero · h8 re del bianco · a7 donna del bianco · d7 cavallo del nero · c6 pedone del nero · e6 pedone del nero · g6 pedone del nero · e5 pedone del nero · a4 cavallo del nero · c4 pedone del bianco · d4 pedone del nero · e4 re del nero · g4 pedone del nero · d3 torre del bianco · e2 alfiere del bianco · f2 torre del bianco | c8 alfiere del nero · h8 re del bianco · a7 donna del bianco · d7 cavallo del nero · c6 pedone del nero · e6 pedone del nero · g6 pedone del nero · e5 pedone del nero · a4 cavallo del nero · c4 pedone del bianco · d4 pedone del nero · e4 re del nero · g4 pedone del nero · d3 torre del bianco · e2 alfiere del bianco · f2 torre del bianco | c8 alfiere del nero · h8 re del bianco · a7 donna del bianco · d7 cavallo del nero · c6 pedone del nero · e6 pedone del nero · g6 pedone del nero · e5 pedone del nero · a4 cavallo del nero · c4 pedone del bianco · d4 pedone del nero · e4 re del nero · g4 pedone del nero · d3 torre del bianco · e2 alfiere del bianco · f2 torre del bianco | c8 alfiere del nero · h8 re del bianco · a7 donna del bianco · d7 cavallo del nero · c6 pedone del nero · e6 pedone del nero · g6 pedone del nero · e5 pedone del nero · a4 cavallo del nero · c4 pedone del bianco · d4 pedone del nero · e4 re del nero · g4 pedone del nero · d3 torre del bianco · e2 alfiere del bianco · f2 torre del bianco | 1 |
|   | a | b | c | d | e | f | g | h |   |

Soluzione:
1. Af1!  (min. 2. Tg3 ... 3. Ag2#/Ad3#)
1... Cc5  2. Da2 ...  3. De2#

1... Cb6  2. Da3 ...  3. Ag2#

1... c5  2. Da8+ Ab7  3. Dxb7#

1... Cb6  2. Dh7 ...  3. Dxg6#/Dh1#

1... Cc5  2. Df7 ...  3. Dxg6#